# Франция на летних Олимпийских играх 1996
Франция на летних Олимпийских играх 1996 года была представлена 301 спортсменом (197 мужчин и 104 женщины), которые приняли участие в 25 видах спорта. В Атланте Франция завоевала 37 медалей разного достоинства (15 золотых, 7 серебряных и 15 бронзовых).

## Медалисты
| Франция на Олимпиаде 1996 года в Атланте | Франция на Олимпиаде 1996 года в Атланте                    | Франция на Олимпиаде 1996 года в Атланте | Франция на Олимпиаде 1996 года в Атланте         | Франция на Олимпиаде 1996 года в Атланте |
| Медаль                                   | Спортсмен                                                   | Вид спорта                               | Дисциплина                                       | Результат                                |
| ---------------------------------------- | ----------------------------------------------------------- | ---------------------------------------- | ------------------------------------------------ | ---------------------------------------- |
| Золото                                   | Жан Гальфион                                                | Лёгкая атлетика                          | Прыжок в высоту, мужчины                         | 5,92 м                                   |
| Золото                                   | Мари-Жозе Перек                                             | Лёгкая атлетика                          | 200 м, женщины                                   | 22,12                                    |
| Золото                                   | Мари-Жозе Перек                                             | Лёгкая атлетика                          | 400 м, женщины                                   | 48,25                                    |
| Золото                                   | Франк Адисон Вильфрид Форг                                  | Гребной слалом                           | каноэ-двойка, мужчины                            | 158,82                                   |
| Золото                                   | Флориан Руссо                                               | Велоспорт                                | Гит 1000 м, мужчины                              | 1:02.712                                 |
| Золото                                   | Кристоф Капелль Филлип Эрмено Франсис Моро Жан-Мишель Монен | Велоспорт                                | Командная гонка преследования                    | 4.05,930                                 |
| Золото                                   | Жанни Лонго                                                 | Велоспорт                                | Групповая гонка, женщины                         |                                          |
| Золото                                   | Фелисия Балланже                                            | Велоспорт                                | Спринт, женщины                                  |                                          |
| Золото                                   | Натали Лансьен                                              | Велоспорт                                | Индивидуальная гонка по очкам, женщины           |                                          |
| Золото                                   | Лора Флессель                                               | Фехтование                               | Шпага, женщины                                   |                                          |
| Золото                                   | Лора Флессель Валери Барлуа Софи Морессе-Пишо               | Фехтование                               | Шпага, командное первенство, женщины             |                                          |
| Золото                                   | Джамель Бура                                                | Дзюдо                                    | 78 кг, мужчины                                   |                                          |
| Золото                                   | Давид Дуйе                                                  | Дзюдо                                    | свыше 95 кг, мужчины                             |                                          |
| Золото                                   | Мари-Клер Ресту                                             | Дзюдо                                    | 52 кг, женщины                                   |                                          |
| Золото                                   | Жан-Пьер Ама                                                | Стрельба                                 | Произвольная винтовка 50 м, мужчины              |                                          |
| Серебро                                  | Филлип Эрмено                                               | Велоспорт                                | Индивидуальная гонка преследования 4 км, мужчины |                                          |
| Серебро                                  | Марион Клинье                                               | Велоспорт                                | Индивидуальная гонка преследования 3 км, женщины |                                          |
| Серебро                                  | Жанни Лонго                                                 | Велоспорт                                | Индивидуальная гонка 31,2 км, женщины            |                                          |
| Серебро                                  | Лионель Плюменай                                            | Фехтование                               | Рапира, мужчины                                  |                                          |
| Серебро                                  | Валери Барлуа                                               | Фехтование                               | Шпага, женщины                                   |                                          |
| Серебро                                  | Гани Ялуз                                                   | Греко-римская борьба                     | 68 кг, мужчины                                   |                                          |
| Серебро                                  | Жиль Боске Даниэль Фош Бертран Вектен Оливье Монселе        | Академическая гребля                     | Четвёрка распашная без рулевого, мужчины         |                                          |
| Бронза                                   | Патрисия Жирар                                              | Лёгкая атлетика                          | 100 м с барьерами, женщины                       |                                          |
| Бронза                                   | Патрис Эстанге                                              | Гребной слалом                           | Каноэ-одиночка, мужчины                          |                                          |
| Бронза                                   | Мирьям Фокс-Жерюзальми                                      | Гребной слалом                           | Каяк-одиночка, женщины                           |                                          |
| Бронза                                   | Мигель Мартинес                                             | Велоспорт                                | Маунтинбайк, мужчины                             |                                          |
| Бронза                                   | Александра Ледерманн                                        | Конный спорт                             | Конкур                                           |                                          |
| Бронза                                   | Франк Буаден                                                | Фехтование                               | Рапира, мужчины                                  |                                          |
| Бронза                                   | Жан-Мишель Анри Робер Леру Эрик Среки                       | Фехтование                               | Шпага, Командное первенство, мужчины             |                                          |
| Бронза                                   | Дамьен Туйя                                                 | Фехтование                               | Сабля, мужчины                                   |                                          |
| Бронза                                   | Кристин Сико                                                | Дзюдо                                    | Свыше 72 кг, женщины                             |                                          |
| Бронза                                   | Кристоф Гальяно                                             | Дзюдо                                    | 71 кг, мужчины                                   |                                          |
| Бронза                                   | Стефан Трено                                                | Дзюдо                                    | 95 кг, мужчины                                   |                                          |
| Бронза                                   | Элен Кортен Кристин Госс                                    | Академическая гребля                     | Двойка распашная без рулевого, женщины           |                                          |
| Бронза                                   | Фредерик Коваль Самюэль Барате                              | Академическая гребля                     | Двойка парная, мужчины                           |                                          |
| Бронза                                   | Мишель Андрьё Жан-Кристоф Роллан                            | Академическая гребля                     | Двойка распашная без рулевого, мужчины           |                                          |
| Бронза                                   | Жан-Пьер Ама                                                | Стрельба                                 | Пневматическая винтовка 10 м, мужчины            |                                          |

## Результаты соревнований

### Академическая гребля
В следующий раунд из каждого заезда проходили несколько лучших экипажей (в зависимости от дисциплины). В финал A выходили 6 сильнейших экипажей, остальные разыгрывали места в утешительных финалах B-D.
Мужчины
| Соревнование | Спортсмены                       | Предварительный заезд | Предварительный заезд | Предварительный заезд | Отборочный заезд | Отборочный заезд | Отборочный заезд | Полуфинал | Полуфинал | Полуфинал | Финал   | Финал   | Итоговое место |
| Соревнование | Спортсмены                       | Заезд                 | Время                 | Место                 | Заезд            | Время            | Место            | Заезд     | Время     | Место     | Время   | Место   | Итоговое место |
| ------------ | -------------------------------- | --------------------- | --------------------- | --------------------- | ---------------- | ---------------- | ---------------- | --------- | --------- | --------- | ------- | ------- | -------------- |
| двойки       | Мишель Андрьё Жан-Кристоф Роллан | 1                     | 6:35,75               | 1 Q                   | не участвовали   | не участвовали   | не участвовали   | 1         | 6:49,15   | 2 QA      | Финал A | Финал A | 3              |
| двойки       | Мишель Андрьё Жан-Кристоф Роллан | 1                     | 6:35,75               | 1 Q                   | не участвовали   | не участвовали   | не участвовали   | 1         | 6:49,15   | 2 QA      | 6:22,15 | 3       | 3              |

Женщины
| Соревнование | Спортсмены   | Отборочная гонка | Отборочная гонка | Утешительный заезд | Утешительный заезд | Полуфинал | Полуфинал | Финал   | Финал   | Итоговое место |
| Соревнование | Спортсмены   | Время            | Место            | Время              | Место              | Время     | Место     | Время   | Место   | Итоговое место |
| ------------ | ------------ | ---------------- | ---------------- | ------------------ | ------------------ | --------- | --------- | ------- | ------- | -------------- |
| Одиночки     | Селин Гарсия | 8:10,22          | 4                | 8:32,58            | 2 (Q)              | 8:13,37   | 5         | Финал B | Финал B | 10             |
| Одиночки     | Селин Гарсия | 8:10,22          | 4                | 8:32,58            | 2 (Q)              | 8:13,37   | 5         | 7:33,30 | 4       | 10             |

### Борьба
Соревнования по борьбе проводились по олимпийской системе на выбывание. Проигравший спортсмен попадал в утешительный турнир, где получал возможность побороться за бронзовую медаль соревнований. Францию представляли Гани Ялуз из борцовского клуба Безансона и Давид Легран из Амблетёза.
Вольная борьба
Мужчины
| Категория | Спортсмен    | 1/16 финала                       | 1/8 финала                      | Четвертьфинал              | Полуфинал           | Финал              | Место |
| Категория | Спортсмен    | Соперник Результат                | Соперник Результат              | Соперник Результат         | Соперник Результат  | Соперник Результат | Место |
| --------- | ------------ | --------------------------------- | ------------------------------- | -------------------------- | ------------------- | ------------------ | ----- |
| до 52 кг  | Давид Легран | Грегори Фитцджеральд (AUS) В 10:0 | Голамреза Мохаммади (IRI) П 0:5 | Утешительный турнир        | Утешительный турнир | За 3-е место       | 12    |
| до 52 кг  | Давид Легран | Грегори Фитцджеральд (AUS) В 10:0 | Голамреза Мохаммади (IRI) П 0:5 | Хидэо Сасаяма (JPN) П 5:12 | Не прошёл           | Не прошёл          | 12    |

Греко-римская борьба
Мужчины
| Категория | Спортсмен | 1/16 финала                     | 1/8 финала               | Четвертьфинал      | Полуфинал                     | Финал                     | Место |
| Категория | Спортсмен | Соперник Результат              | Соперник Результат       | Соперник Результат | Соперник Результат            | Соперник Результат        | Место |
| --------- | --------- | ------------------------------- | ------------------------ | ------------------ | ----------------------------- | ------------------------- | ----- |
| до 68 кг  | Гани Ялуз | Александр Третьяков (RUS) В 8:0 | Ясуси Миякэ (JPN) В 10:0 |                    | Камандар Маджидов (BLR) В 4:1 | Рышард Вольны (POL) П 0:7 | 2     |

### Водные виды спорта

#### Плавание
Спортсменов — 25
Мужчины
| Спортсмен                                                   | Соревнование                           | Предварительные заплывы | Предварительные заплывы | Финал      | Финал     |
| Спортсмен                                                   | Соревнование                           | Результат               | Место                   | Результат  | Место     |
| ----------------------------------------------------------- | -------------------------------------- | ----------------------- | ----------------------- | ---------- | --------- |
| Кристоф Калфаян                                             | 50 м вольным стилем                    | 22.83                   | 14                      | 22.96      | 14        |
| Николя Грюзон                                               | 100 м вольным стилем                   | 50.71                   | 23                      | Не прошёл  | Не прошёл |
| Кристоф Бордо                                               | 200 м вольным стилем                   | 1:52.17                 | 24                      | Не прошёл  | Не прошёл |
| Ян де Фабрик                                                | 400 м вольным стилем                   | 3:55.42                 | 14                      | 3:56.46    | 15        |
| Ян де Фабрик                                                | 1500 м вольным стилем                  | 15:40,49                | 17                      | Не прошёл  | Не прошёл |
| Франк Шотт                                                  | 100 м на спине                         | 55.77                   | 7                       | 55.76      | 8         |
| Владимир Латоша                                             | 100 м брассом                          | 1:02.80                 | 17                      | 1:02.28    | 9         |
| Жан-Кристоф Сарнен                                          | 200 м брассом                          | 2:15.27                 | 9                       | 2:16.26    | 14        |
| Стефан Перро                                                | 200 м брассом                          | 2:18.58                 | 23                      | Не прошёл  | Не прошёл |
| Франк Эспозито                                              | 100 м баттерфляем                      | 53.77                   | 12                      | 54.02      | 14        |
| Франк Эспозито                                              | 200 м баттерфляем                      | 1:58.79                 | 7                       | 1:58.10 NR | 4         |
| Давид Абрар                                                 | 200 м баттерфляем                      | 2:00.60                 | 16                      | 2:01.25    | 15        |
| Ксавье Маршан                                               | 200 м комплексным плаванием            | 2:03.17                 | 8                       | 2:04.29    | 8         |
| Людовик Депикер Николя Грюзон Перрик Шаватт Фредерик Лефевр | Эстафета 4×100 м вольным стилем        | 3:21.79                 | 11                      | Не прошли  | Не прошли |
| Ян де Фабрик Лионель Пуаро Брюно Орсони Кристоф Бордо       | Эстафета 4×200 м вольным стилем        | 7:22.98                 | 6                       | 7:24.85    | 8         |
| Франк Шотт Владимир Латоша Франк Эспозито Николя Грюзон     | Эстафета 4×100 м комплексным плаванием | 3:42,94                 | 11                      | Не прошли  | Не прошли |

Женщины
| Спортсменка                                            | Соревнование                           | Предварительные заплывы | Предварительные заплывы | Финал     | Финал     |
| Спортсменка                                            | Соревнование                           | Результат               | Место                   | Результат | Место     |
| ------------------------------------------------------ | -------------------------------------- | ----------------------- | ----------------------- | --------- | --------- |
| Кейси Леглер                                           | 50 м вольным стилем                    | 26.52                   | 29                      | Не прошла | Не прошла |
| Соленн Фигес                                           | 100 м вольным стилем                   | 56.90                   | 20                      | Не прошла | Не прошла |
| Соленн Фигес                                           | 200 м вольным стилем                   | 2:02.74                 | 14                      | 2:01.47   | 12        |
| Летиция Шу                                             | 400 м вольным стилем                   | 4:21.39                 | 24                      | Не прошла | Не прошла |
| Элен Рикардо                                           | 100 м на спине                         | 1:04.03                 | 19                      | Не прошла | Не прошла |
| Элен Рикардо                                           | 200 м на спине                         | 2:14.18                 | 10                      | 2:16.29   | 15        |
| Карин Бремон                                           | 100 м брассом                          | 1:11.80                 | 25                      | Не прошла | Не прошла |
| Карин Бремон                                           | 200 м брассом                          | 2:36.26                 | 29                      | Не прошла | Не прошла |
| Сесиль Жансон                                          | 100 м баттерфляем                      | 1:01.58                 | 16                      | 1:01.20   | 13        |
| Сесиль Жансон                                          | 200 м баттерфляем                      | 2:13.58                 | 11                      | 2:12.99   | 10        |
| Надеж Клитон                                           | 200 м комплексным плаванием            | 2:25.25                 | 36                      | Не прошла | Не прошла |
| Надеж Клитон                                           | 400 м комплексным плаванием            | 5:06.46                 | 31                      | Не прошла | Не прошла |
| Соленн Фигес Жаклин Делор Кейси Леглер Марианн Ле Верж | Эстафета 4×100 м вольным стилем        | 3:48.30                 | 10                      | Не прошли | Не прошли |
| Марианн Ле Верж Элен Рикардо Летиция Шу Соленн Фигес   | Эстафета 4×200 м вольным стилем        | 8:18.90                 | 14                      | Не прошли | Не прошли |
| Элен Рикардо Карин Бремон Сесиль Жансон Соленн Фигес   | Эстафета 4×100 м комплексным плаванием | 4:15.69                 | 16                      | Не прошли | Не прошли |

### Парусный спорт
Спортсменов — 1
Соревнования по парусному спорту в каждом из классов состояли из 10 гонок. В каждой гонке спортсмены стартовали одновременно. Победителем каждой из гонок становился экипаж, первым пересекший финишную черту. Количество очков, идущих в общий зачёт, соответствовало занятому командой месту. В случае если участник соревнований не смог завершить гонку ему начислялось количество очков, равное количеству участников плюс один. При итоговом подсчёте очков не учитывались два худших результата, показанных экипажем в ходе турнира. Сборная, набравшая наименьшее количество очков, становится олимпийским чемпионом.
Мужчины
| Класс | Спортсмены    | Гонка | Гонка | Гонка | Гонка | Гонка | Гонка | Гонка | Гонка | Гонка | Гонка | Очки | Место |
| Класс | Спортсмены    | 1     | 2     | 3     | 4     | 5     | 6     | 7     | 8     | 9     | 10    | Очки | Место |
| ----- | ------------- | ----- | ----- | ----- | ----- | ----- | ----- | ----- | ----- | ----- | ----- | ---- | ----- |
| Финн  | Филипп Прести | 6     | 13    | 19    | 3     | 13    | 15    | 6     | 19    | 18    | 13    | 87   | 15    |